# Ултрамен (манга)
Ултрамен (јап. ULTRAMAN) јесте манга коју је написао Еичи Шимизу, а илустровао Томохиро Шимогучи. Започела је серијализацију 2011. године у манга ревији Monthly Hero's, да би крајем 2020. године прешла на Comiplex где се и данас објављује. Манга је део Ултрамен франшизе и представља наставак истоимене телевизијске серије из 1966. године.
Манга је адаптирана у оригиналну нет анимацију (ОНА) априла 2019. године.
У Србији, издавачка кућа Најкула преводи Ултрамен од 2023. године.

## Синопсис
Шинџиро Хајата, син оригиналног Ултрамена, има јединствену моћ. Једног дана, нападају га зликовци, али му у помоћ долази Ултрамен, који му открива истину. Отац и син се потом удружују у борби против зла.

## Франшиза

### Манга
Мангу Ултрамен написао је Еичи Шимизу, а илустровао Томохиро Шимогучи. Серијализација је започета 1. новембра 2011. године у тада новонасталој манга ревији Monthly Hero's. Часопис је угашен 30. октобра 2020. године, па је серијал пребачен на вебсајт Comiplex, где се објављује од 27. новембра исте године. Први том ове манге изашао је 8. септембра 2012. године, и закључно са фебруаром 2025., има 21 танкобон. Године 2014., на званичном Јутјуб каналу ревије стримовани су клипови у коме глумци из Ултрамен франшизе дају своју рецензију четвртог тома манге, као и интервју. Манга је 16. октобра исте године добила онлајн портал, где је 1. маја 2015. одржано такмичење у коме су фанови слали своје дизајне за ванземаљце. Победнички дизајни су се појавили у седмом тому манге. Уз неке томове манге су продаване фигурине ликова, као и ДВДјеви са коментарима од Сајаке Акимото, Хидеа Коџиме, Коичија Сакамота и др.
Издавачка кућа Најкула је 4. маја 2023. године потврдила да ће преводити мангу на српски језик. Први том објављен је 21. октобра исте године. 

#### Списак томова
| - 1. „Наследство” - 2. „Стари (не)пријатељи” - 3. „Одлука” - 4. „Судбина” - 5. „Траг светлости” - 6. „Сусрет” |

| - 7. „Пакт” - 8. „Пут низбрдо” - 9. „Проба” - 10. „Почетак” - 11. „Побеснели” - 12. „Окидач” - 13. „Ритам” - 14. „Црвени сигнал” |

| - 15. „Лажна слика” - 16. „Посета” - 17. „Тиранин” - 18. „Заблуда” - 19. „Див светлости” - 20. „Проклетство” |

### Анимирани стрип
Објављивањем четвртог тома, марта 2014. Monthly Hero's је навео да ће анимирати кадрове из манге, уз додатак гласовне глуме и, касније, музичких композиција познатих као Ултрасинглови. Песме су објављене уз осми том манге, и извела их је Маја Учида која позајмљује глас лику Рени Сајами.

### Аниме
Манга је адаптирана у 3Д ОНА серијал, настао у продукцији студија Production I.G и Sola Digital Arts. Аниме се састоји од три сезоне, стримоване на Нетфликсу. Прва је изашла 1. априла 2019., друга 14. априла 2022. и трећа 11. маја 2023.

### Видео игра
Манга је такође произвела мобилну видео игру под називом Ultraman: Be Ultra. Игра, прилагођена за ИОС и Андроид системе, објављена је пролећа 2020. године у Јапану.

## Пријем
Шести том Ултрамен манге се нашао на 33. месту на Ориконовом списку за најпродаваније манге за период од 29. јуна до 5. јула 2015. године, са 26,214 продатих копија. Тај број је скочио на 73,673 наредне недеље. Седми том је био двадесети на списку, са продатих 43,969 копија за период од 28. децембра 2015., до 3. јануара 2016. године. Наредне недеље, седми том је спао на 38. место са 68,100 продатих копија. Осми том је за 4-10. јул био на 20. месту са 41,077 продатих копија. На Комик-кону 2016. године, Ултрамен је заузео 5. место у категорији за „најбоље нове дечје и тинејџерске манге“. Почетком 2017. године, девети том је имао 59,898 продатих копија. Закључно са том годином, укупан број за све дотадашње томове био је 2,4 милиона. Број је порастао на 2,8 милиона наредне године.
Ребека Силверман (Anime News Network) је у својој рецензији за први том похвалила развој приче, уз коментар да је начин на који је Шинџиро уведен у причу помало збрзан.

## Белешке
1. ↑  Објављено уз фигурину Шинџира обученог као Ултрамен.
2. ↑  Објављено уз фигурину Моробошија.
3. ↑  Објављено уз анимирани специјал и музичке композиције ULTRASINGLES.[31]
4. ↑  Објављено уз фигурину Шинџира обученог као Ултрамен типа Б.

## Спољашњи извори
- (језик: јапански)
- (језик: јапански)